# Marcipalina
Marcipalina é um gênero de traça pertencente à família Arctiidae.